# Universal Language
Universal Language is een Canadese absurde komische dramafilm uit 2024, geregisseerd en mede geschreven door Matthew Rankin.

## Verhaal
De film speelt zich af in een surreëel parallel universum in de Canadese stad Winnipeg waar de tijd is blijven stil staan in de jaren 1980 en waar Farsi de dominante taal is.  

## Rolverdeling
| Acteur            | Personage         |
| ----------------- | ----------------- |
| Rojina Esmaeili   | Negin             |
| Saba Vahedyousefi | Nazgol            |
| Sobhan Javadi     | Omid              |
| Pirouz Nemati     | Massoud           |
| Mani Soleymanlou  | Iraj Bilodeau     |
| Danielle Fichaud  | Mr. Castonguay    |
| Matthew Rankin    | Matthew / Massoud |

## Productie
De in Winnipeg geboren Canadese regisseur Matthew Rankin regisseerde de film en schreef het script samen met Pirouz Nemati en Ila Firouzabadi. Universal Language werd geproduceerd door Sylvain Corbeil van Metafilms uit Montréal, en met de medewerking van Telefilm Canada, SODEC en provinciale belastingkredieten van Quebec en Manitoba.

## Release en ontvangst
Universal Language ging op 18 mei 2024 in première op het Filmfestival van Cannes in de Quinzaine des cinéastes-sectie waar hij de publieksprijs won. De film kreeg positieve kritieken van de filmcritici, met een score van 100% op Rotten Tomatoes, gebaseerd op 24 beoordelingen. De film werd geselecteerd als Canadese inzending voor de beste niet-Engelstalige film voor de 97ste Oscaruitreiking.

## Prijzen en nominaties
De belangrijkste:
| Jaar | Prijs                   | Categorie                             | Genomineerde(n)                       | Uitslag     |
| ---- | ----------------------- | ------------------------------------- | ------------------------------------- | ----------- |
| 2024 | Filmfestival van Cannes | Publieksprijs Quinzaine des cinéastes | Publieksprijs Quinzaine des cinéastes | Gewonnen    |
| 2024 | Film Fest Gent          | Grand Prix voor Beste Film            | Matthew Rankin                        | Genomineerd |